# Рехерсвіль
Рехерсвіль (нім. Recherswil) — громада  в Швейцарії в кантоні Золотурн, округ Вассерамт.

## Географія
Громада розташована на відстані близько 27 км на північний схід від Берна, 7 км на південний схід від Золотурна.
Рехерсвіль має площу 3,4 км², з яких на 21,3% дозволяється будівництво (житлове та будівництво доріг), 55,4% використовуються в сільськогосподарських цілях, 22,5% зайнято лісами, 0,9% не є продуктивними (річки, льодовики або гори).

## Демографія
2019 року в громаді мешкало 2017 осіб (+18,9% порівняно з 2010 роком), іноземців було 12,4%. Густота населення становила 600 осіб/км².
За віковим діапазоном населення розподілялося таким чином: 18% — особи молодші 20 років, 62,1% — особи у віці 20—64 років, 19,9% — особи у віці 65 років та старші. Було 881 помешкань (у середньому 2,3 особи в помешканні).
Із загальної кількості 498 працюючих 37 було зайнятих в первинному секторі, 116 — в обробній промисловості, 345 — в галузі послуг.